# Bergeijk
Bergeĳk ( udtale ?; Brabants: Bérgààjk) er en kommune og en by i den sydlige provins Noord-Brabant i Nederlandene. Indtil 25. september 1998 hed kommunen officielt Bergeyk.

## Dorpskernen
Indbyggere per 1 januari 2014: :
- Bergeĳk-dorp (inklusive Hof-bij-Bergeĳk): 8.881 indbyggere.
- Loo: 1.234 indbyggere.
- Luyksgestel: 2.986 indbyggere.
- Riethoven og Walik: 2.371 indbyggere.
- Weebosch: 710 indbyggere.
- Westerhoven: 2.073 indbyggere.

Total for hele kommunen: 18.255 indbyggere.